# São João do Cariri
Pour les articles homonymes, voir São João.
São João do Cariri est une ville brésilienne du centre de l'État de la Paraíba.
Sa population était estimée à 4 438 habitants en 2007. La municipalité s'étend sur 702 km2.